# ويليام تودور هويل
ويليام تودور هويل (بالإنجليزية: William Tudor Howell)‏ هو محامي وسياسي بريطاني (وحمل سابقاً جنسية المملكة المتحدة لبريطانيا العظمى وأيرلندا)، ولد في 19 أكتوبر 1862 في المملكة المتحدة، وتوفي في 3 أكتوبر 1911 بنيلسون في كندا. حزبياً، نشط في حزب المحافظين. وقد في الانتخابات العمومية البريطانية 1895 ‏، انتخب عضو برلمان المملكة المتحدة الـ26 عن دائرة Denbigh Boroughs (UK Parliament constituency) ‏ (13 يوليو 1895 – ) وانتخب عضو برلمان عن دائرة Denbigh Boroughs (UK Parliament constituency) ‏ (1895 – ).